# 산화 환원 효소
산화 환원 효소(酸化還元酵素, 영어: oxidoreductase)는 생화학에서 전자공여체로도 알려진 환원제에서 전자수용체로도 알려진 산화제로 전자의 전달을 촉매하는 효소이다. 산화 환원 효소는 보통 보조 인자로 NAD+ 또는 NADP+를 사용한다. 막관통 산화 환원 효소는 세균, 엽록체, 미토콘드리아에서 전자전달계를 형성하며, 복합체 I, 복합체 II, 복합체 III를 포함한다. 산화 환원 효소의 일부는 외재성 막 단백질로서 생체막과 연관되거나 단일 막관통 나선을 통해 막에 고정될 수 있다.

## 반응
예를 들어, 다음과 같은 반응을 촉매하면 산화 환원 효소이다.
A– + B → A + B–
이 예에서, A는 환원제(전자공여체)이고, B는 산화제(전자수용체)이다.
생화학 반응에서 산화환원반응은 해당과정에서 다음과 같은 반응과 같이 때때로 보기가 더 힘들다.
글리세르알데하이드 3-인산 + Pi + NAD+ → 1,3-비스포스포글리세르산 + NADH + H+
이 반응에서, NAD+는 산화제(전자수용체)이고, 글리세르알데하이드 3-인산은 환원제(전자공여체)이다.

## 명명법
산화 환원 효소의 적절한 명칭은 "공여체:수용체 산화 환원 효소"이지만, 다른 이름들이 더 일반적으로 사용된다. 가능한 경우 일반적인 이름은 "공여체 탈수소효소"이며, 위의 해당과정 반응을 촉매하는 효소는 글리세르알데하이드 3-인산 탈수소효소가 된다. 또 다른 일반적인 이름은 NAD+ 환원효소와 같이 "수용체 환원효소"로 불리기도 한다. 특별히 O2가 수용체인 경우, "수용체 산화효소"로도 불린다.

## 분류
산화 환원 효소는 효소의 EC 번호 분류 체계에서 "EC 1"으로 분류된다. 산화 환원 효소는 다음과 같이 22개의 하위 분류 체계로 더 분류될 수 있다.
- EC 1.1은 공여체의 CH-OH 그룹에 작용하는 산화 환원 효소들이다. (알코올 산화 환원 효소)
- EC 1.2는 공여체의 알데하이드 또는 옥소 그룹에 작용하는 산화 환원 효소들이다.
- EC 1.3은 공여체의 CH-CH 그룹에 작용하는 산화 환원 효소들이다. (CH-CH 산화 환원 효소)
- EC 1.4는 공여체의 CH-NH2 그룹에 작용하는 산화 환원 효소들이다. (아미노산 산화 환원 효소, 모노아민 산화효소)
- EC 1.5는 공여체의 CH-NH 그룹에 작용하는 산화 환원 효소들이다.
- EC 1.6은 NADH 또는 NADPH에 작용하는 산화 환원 효소들이다.
- EC 1.7은 공여체로서 다른 질소 화합물에 작용하는 산화 환원 효소들이다.
- EC 1.8은 공여체의 황 그룹에 작용하는 산화 환원 효소들이다.
- EC 1.9는 공여체의 헴기에 작용하는 산화 환원 효소들이다.
- EC 1.10은 공여체로서 다이페놀 및 관련 물질에 작용하는 산화 환원 효소들이다.
- EC 1.11은 수용체로서 과산화물에 작용하는 산화 환원 효소들이다. (과산화효소)
- EC 1.12는 공여체로서 수소에 작용하는 산화 환원 효소들이다.
- EC 1.13은 산소 원자가 기질 분자에 직접 들어가는 산화반응을 촉매하는 산화 환원 효소들이다. (산소화효소)
- EC 1.14는 O2의 두 개의 산소 원자들 중 하나는 기질로 들어가게 하고, 다른 하나는 H2O로 환원시키는 반응을 촉매하는 산화 환원 효소들이다.
- EC 1.15는 수용체로서 초과산화물 라디칼에 작용하는 산화 환원 효소들이다.
- EC 1.16은 금속 이온을 산화시키는 산화 환원 효소들이다.
- EC 1.17은 CH 또는 CH2 그룹에 작용하는 산화 환원 효소들이다.
- EC 1.18은 공여체로서 철-황 단백질에 작용하는 산화 환원 효소들이다.
- EC 1.19는 공여체로서 환원된 플라보독신에 작용하는 산화 환원 효소들이다.
- EC 1.20은 공여체로서 인 또는 비소에 작용하는 산화 환원 효소들이다.
- EC 1.21은 X-H와 Y-H에 작용하여 X-Y 결합을 형성하는 반응을 촉매하는 산화 환원 효소들이다.
- EC 1.97은 기타 산화 환원 효소들이다.

## 같이 보기
- 전이효소 (EC 2)
- 가수분해효소 (EC 3)
- 분해효소 (EC 4)
- 이성질화효소 (EC 5)
- 연결효소 (EC 6)
- 자리옮김효소 (EC 7)
- 산화효소
- 환원효소
- 탈수소효소
- 효소 목록 (영어판)